# Paravalvulina
Paravalvulina es un género de foraminífero bentónico de la subfamilia Paravalvulininae, de la familia Paravalvulinidae, de la superfamilia Chrysalidinoidea, del suborden Textulariina y del orden Textulariida. Su especie tipo es Paravalvulina complicata. Su rango cronoestratigráfico abarca desde el Bajociense superior hasta el Bathoniense (Jurásico superior).

## Discusión
Clasificaciones previas incluían Paravalvulina en la familia Chrysalidinidae del orden Textulariida.

## Clasificación
Paravalvulina incluye a las siguientes especies:
- Paravalvulina arabica †
- Paravalvulina complicata †